# IdolDays
《IdolDays》是由qureate開發的戀愛冒險遊戲，遊戲先後於任天堂Switch和Steam等平台上發佈。故事講述在地下偶像經紀公司任職的男主角，被公司委派指導贊助商女兒成為偶像，兩人以此為契機展開同居生活。

## 遊戲內容
《IdolDays》採取視覺小說的遊玩方式，玩家扮演的男主角是地下偶像經紀公司的經紀人，被被公司委派指導贊助商女兒茜咲椿（聲演）成為偶像，兩人以此為契機展開同居生活。玩家遊玩時需要閱覽屏幕上所顯示的文本以了解故事情節和人物之間的對話，這些文字會與人物的立繪和背景一同出现，用以表示對話的對象。角色立繪使用了E-mote技術，會隨著對話進行作出相應的表情和動作。在部分場景中會遇見代替背景和人物立繪的電腦圖像。遊戲中會在預設的段落中出現行為選項供玩家選擇，下一段文本在做出選擇前並不能夠顯示。

## 開發及發行
《IdolDays》由遊戲製作人臼田裕次郎主導遊戲開發，角色設定由負責，劇本由Linkedbrain Inc.負責，遊戲使用了E-mote技術製作角色立繪。配合遊戲的偶像主題，遊戲的主題曲《Make me Make Love》由聲演茜咲椿演唱。2021年6月3日，qureate發佈《IdolDays》的宣傳視頻，並表示遊戲將於同月17日在任天堂Switch上架，即日起可以進行預購。同年8月6日，遊戲在Steam發佈。遊戲的任天堂Switch版和Steam電腦版均為全年齡，Steam電腦版可以通過安裝补丁增加色情場景。

## 評價
評論對作品的角色塑造和劇情設計有正面的評價，評論員在秋葉原綜研摘文將《IdolDays》評為2021年值得一玩的電腦遊戲，他認為作品的兩大看點是女主角和主線的逐夢劇情，他稱讚女主角反差的性格設計，主人公和女主角對夢想的追逐也能引起玩家的共鳴。Noisy Pixel主編阿薩瑞亞·洛佩兹指出該作在qureate同類作品中更注重對角色的塑造和描述角色成長，儘管遊戲邊幅很短，但是他很喜歡作品中的逐夢故事。

## 外部連結
- 官方网站 （日語）
- 《IdolDays》在視覺小說數據庫的頁面 （英文）